# Pararge infrapallens
Pararge infrapallens är en fjärilsart som beskrevs av Ruggero Verity 1922. Pararge infrapallens ingår i släktet Pararge och familjen praktfjärilar. Inga underarter finns listade i Catalogue of Life.